# Chiesa dei Padri Cappuccini
La chiesa dei Padri Cappuccini è una chiesa di Pontedera (PI).
L'arrivo dei cappuccini a Pontedera risale al 1639 e con la costruzione della chiesa della Visitazione. Solo nel 1930 la comunità di frati si è trasferita in una proprietà vicina, dove negli anni 1954 è stata costruita l'attuale chiesa.
L'edificio, preceduto da un portico, ha un'unica navata su cui si aprono le cappelle laterali e al suo interno conserva un prezioso crocifisso, in legno policromato, del XIV secolo di ambito pisano; inoltre, nella cappella destra si trova un bel dipinto raffigurante la Visitazione, attribuito alla scuola del Cigoli.